# Bjørn Kalsø
Bjørn Kalsø (født 23. marts 1966 i Syðradalur på Kalsoy) er en færøsk gårdejer, lærer og politiker (Sambandsflokkurin).
Kalsø tog gymnasieeksamen ved Føroya Studentaskúli og HF-skeið i 1991, var udlært snedker samme år, og tog lærereksamen ved Føroya Læraraskúli i 1999. Han har været gårdejer på Kalsoy siden 1986, men var også en periode til søs. Efter at have fuldført læreruddannelsen i 1999, var han lærer i Klaksvík frem til 2002. Derefter var han selvstændig erhvervsdrivende som tømrer frem til 2003.
Han var borgmester i Húsa kommuna 1995–2004. I 2004 blev Kalsø fiskeriminister i Jóannes Eidesgaards første regering, til trods af manglende landspolitisk erfaring. Kalsø var fiskeriminister frem til 2008, hvorefter han blev indvalgt til Lagtinget. Fra 2011 er han kulturminister i Kaj Leo Johannesens anden regering.

## Lagtingsudvalg
- 2008–2011 næstformand for Udenrigsudvalget
- 2008–2011 medlem af Kulturudvalget